# Хајвилер
Хајвилер (фр. Heiwiller) насеље је и општина у источној Француској у региону Алзас, у департману Горња Рајна која припада префектури Алткирх.
По подацима из 2011. године у општини је живело 186 становника, а густина насељености је износила 91,18 становника/km². Општина се простире на површини од 2,04 km². Налази се на средњој надморској висини од 310 метара (максималној 372 m, а минималној 300 m).

## Демографија
| 1962. | 1968. | 1975. | 1982. | 1990. | 1999. | 2011. |
| ----- | ----- | ----- | ----- | ----- | ----- | ----- |
| 104   | 105   | 107   | 133   | 178   | 181   | 186   |

График промене броја становника у току последњих година